# Culex lavatae
Culex lavatae är en tvåvingeart som beskrevs av Stone och Richard Mitchell Bohart 1944. Culex lavatae ingår i släktet Culex och familjen stickmyggor.
Artens utbredningsområde är Filippinerna. Inga underarter finns listade i Catalogue of Life.